# Hraběšice
Obec Hraběšice (německy Rabenseifen) se nachází v okrese Šumperk v Olomouckém kraji, necelých 8 km vsv. od Šumperka. Rozkládá se v Hanušovické vrchovině pod severozápadními svahy Kamenného vrchu (964 m), v údolí Hraběšického potoka, jednoho z levých přítoků řeky Desná. Žije zde 199 obyvatel. Součástí obce je i osada a katastrální území Krásné u Šumperka (dříve Šentál, něm. Schöntal).

## Název
Tři vesnice v okolí Šumperka, Hraběšice, Hrabenov a Hrabišín byly pojmenovány po Hrabišovi ze Švábenic a Úsova. Kvůli vzájemné blízkosti byla jména utvořena různě. Při přejetí do němčiny bylo jméno Hraběšic přikloněno k Rabe - "havran" a dostalo zakončení -seifen - "rýžoviště".

## Historie
První písemná zmínka o obci pochází z roku 1569. Od 1. ledna 1976 do 23. listopadu 1990 byla obec součástí města Šumperk.

## Pamětihodnosti
V katastru obce jsou evidovány tyto kulturní památky:
- Socha svatého Jana Nepomuckého (u zdi kostela) – kamenická práce z přelomu 18. a 19. století

Není v seznamu kulturních památek:
- Kostel svatého Filipa a Jakuba
- Boží muka

## Obyvatelstvo
| Rok            | 1869 | 1880 | 1890 | 1900 | 1910 | 1921 | 1930 | 1950 | 1961 | 1970 | 1980 | 1991 | 2001 | 2011 | 2021 |
| -------------- | ---- | ---- | ---- | ---- | ---- | ---- | ---- | ---- | ---- | ---- | ---- | ---- | ---- | ---- | ---- |
| Počet obyvatel | 727  | 751  | 707  | 639  | 566  | 479  | 461  | 202  | 234  | 157  | 103  | 63   | 101  | 141  | 180  |
| Počet domů     | 95   | 97   | 128  | 125  | 126  | 123  | 119  | 90   | 50   | 43   | 31   | 31   | 34   | 50   | 66   |